# Fraxinus anomala
Fraxinus anomala Torr. ex S.Wats. es una especie de árbol de la familia Oleaceae.

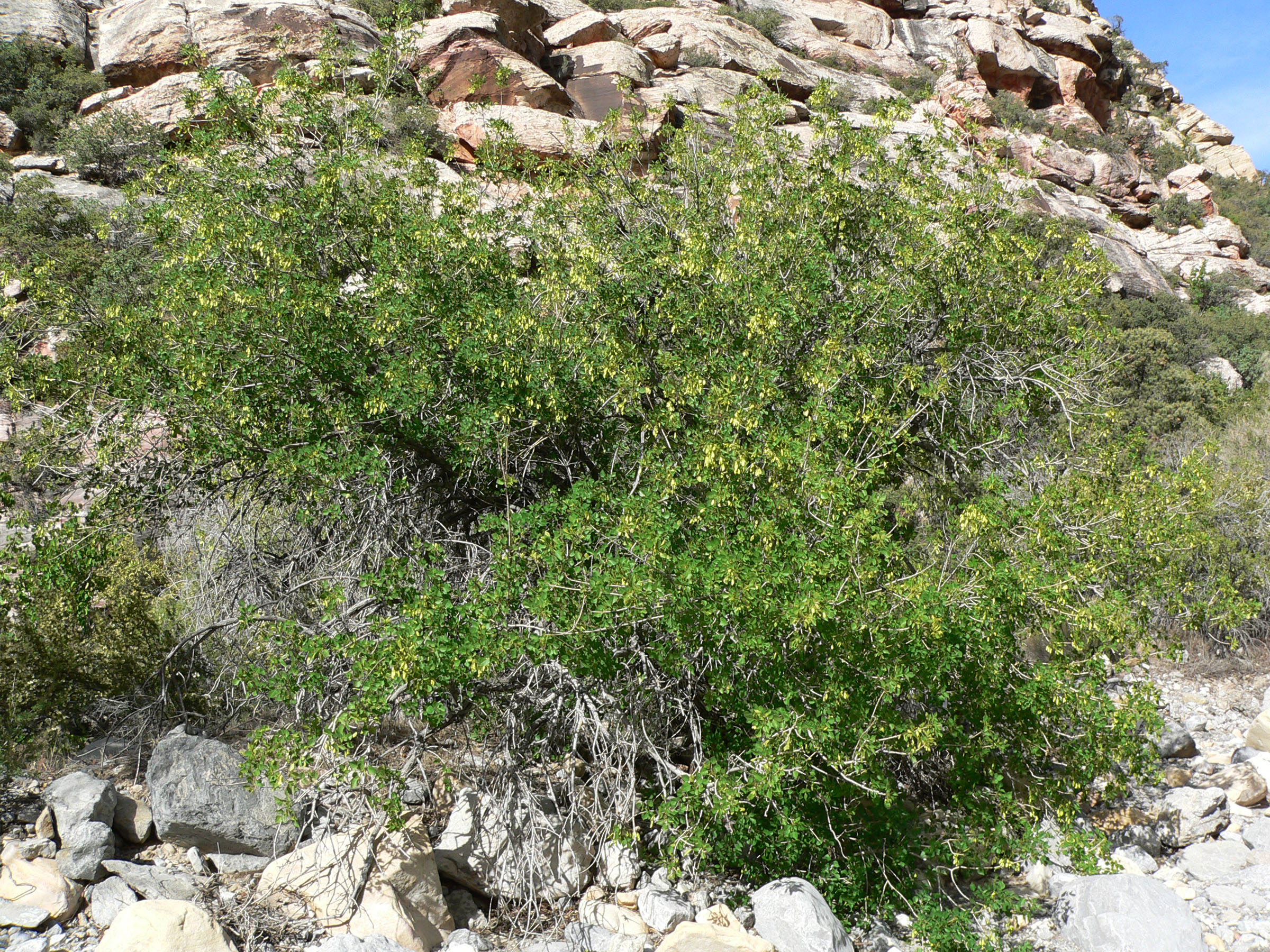
Vista de la planta.

## Hábitat
Es nativo de la zona suroeste de Colorado, Nuevo México en Estados Unidos y el norte de México, donde crece en un amplio número de hábitats incluidos desierto de matorral y chaparral.

## Descripción
Es un arbusto o árbol pequeño, caducifolio que alcanza la máxima altura de cinco a seis metros.  Las hojas pueden ser simples o puede ser complejas, compuestas por un máximo de cinco alas que parecen hojas individuales.  Cada ala es de forma ovalada a redonda, y pueden tener  dientes a lo largo de los bordes.  El fruto es una sámara plana de hasta dos centímetros de largo y uno de ancho, verde cuando joven y marrón cuando madura. Las sámaras cuelgan en racimos.

## Taxonomía
Fraxinus anomala fue descrita por Torr. ex S.Wats. y publicado en United States Geological Expolration (sic) of the Fortieth Parallel. Vol. 5, Botany 283. 1871.
Etimología
Ver: Fraxinus
anomala: epíteto latíno que significa "anómala".